# 마지막 만찬 (1995년 영화)
《마지막 만찬》(영어: The Last Supper)은 미국에서 제작된 1995년 블랙 코미디 스릴러 영화이다. 스테이시 타이틀의 감독 데뷔작이다. 캐머런 디애즈, 론 엘다드, 애너베스 기시, 조너선 페너, 코트니 B. 밴스가 극우 보수주의자들을 만찬에 초대해 살해하게 되는 자유주의 대학원생 무리를 연기하였다. 맷 쿠퍼 등이 제작에 참여하였다.

## 줄거리
아이오와주 대학원생 피트는 차를 태워준 트럭 운전사 잭에게 보답하기 위해 룸메이트 주드, 루크, 마크, 폴리와 함께 하는 만찬에 초대한다. 히틀러 추종자이자 홀로코스트 부정론자로 드러난 잭은 언쟁 끝에 마크의 목에 칼을 들이대고 폴리를 성폭행하겠다고 협박한다. 이들은 칼로 잭을 찔러 죽인 뒤 이 죽음은 인류에게 보탬이 된 셈이라고 정당화하며 마당에 시체를 묻는다. 이후 이들 대학원생들은 잭에 준하는 불쾌한 사상을 지닌 이들을 만찬에 초대하여 후식 순서까지 신념을 바꿀 기회를 주고 변화를 보이지 않으면 독을 탄 백포도주를 먹이기로 한다.

## 출연
- 캐머런 디애즈 - 주드 역
- 론 엘다드 - 피트 역
- 애너베스 기시 - 폴리 역
- 조너선 페너 - 마크 역
- 코트니 B. 밴스 - 루크 역
- 제이슨 알렉산더 - 반환경주의자 역
- 노라 던 - 스탠리 보안관 역
- 찰스 더닝 - 허천스 목사 역
- 마크 하먼 - 남성 우월주의자 역
- 빌 팩스턴 - 잭 역
- 론 펄먼 - 노먼 아버스넛 역

## 기타 제작진
- 공동 제작: 댄 로즌
- 배역: 보니 제인, 데브라 제인
- 미술: 린다 버턴
- 의상: 리사 에번스